# Ocaria
Ocaria is een geslacht van vlinders van de familie Lycaenidae, uit de onderfamilie Theclinae.

## Soorten
- O. aholiba (Hewitson, 1867)
- O. arcula (Druce, 1907)
- O. arpoxais (Godman & Salvin, 1887)
- O. calesia (Hewitson, 1870)
- O. cinerea (Lathy, 1936)
- O. clepsydra (Druce, 1907)
- O. elongata (Hewitson, 1870)
- O. ocrisia (Hewitson, 1868)
- O. petelina (Hewitson, 1877)
- O. sadiei (Weeks, 1901)
- O. thales (Fabricius, 1793)